# Francesco Paolo Tanzj
Francesco Paolo Tanzj (Roma, 14 agosto 1950) è uno scrittore e poeta italiano.

## Biografia
Dal 1967 scrive le prime poesie che stampa e distribuisce per proprio conto.
Del 1974 è la sua prima raccolta, dal titolo Aggregazione, per l’Editore Gabrieli. Nel 1977 viene affisso sui muri di Bologna un manifesto con una sua poesia, Bologna ’77, che verrà poi pubblicata a sua insaputa sul Quotidiano dei lavoratori, quasi ad emblema di una generazione.
Nel 1979 partecipa alla Tre giorni di poesia di Castel Porziano, insieme ad Allen Ginsberg, Corso, Ferlinghetti, Le Roy Jones, Evtuschenko ed altri.
Dal 1991 ha organizzato annualmente, con il Centro Studi Alto Molise di Agnone, insieme a Luigi Amendola e poi a Plinio Perilli, i Readings di Poesia Contemporanea e i seminari del Laboratorio di Scrittura Creativa, con la partecipazione di poeti e scrittori di fama nazionale ed oltre come Dario Bellezza, Max Manfredi, Maria Luisa Spaziani, Alberto Bevilacqua, Giuseppe Jovine, Dacia Maraini, Sabino d’Acunto, Stanislao Nievo, Luigi Manzi, Amelia Rosselli, Gezim Hajdari, Giorgio Linguaglossa, Anna Maria Frabotta, Luigi Fontanella, Paul Polansky ed altri.
Nel 1995 pubblica, per le Edizioni Libro Italiano, la silloge Oltre, con prefazione di Stanislao Nievo, e l’anno successivo Grande Orchestra Jazz (Edizioni Tracce), introdotta da Luigi Amendola. Nel 1999 esce Elogio della Provincia (con un saggio introduttivo di Plinio Perilli), per i tipi di A. Stango Editore di Roma.
Nel gennaio 2002 pubblica la raccolta poetica Per dove non sono stato mai, Stango Editore, Roma.
Del 2007 (terza edizione 2014) è il romanzo Un paradiso triste (Edizioni Tracce, Pescara), vincitore nel 2008 del Premio Histonium e finalista ai premi Bancarella e Nuova Frontiera. Oltre i confini - Beyond Boundaries (La stanza del poeta, Formia 2008) è stato scritto a quattro mani con la poetessa londinese Jessica d’Este, con testo a fronte inglese-italiano.
Del 2014 è la silloge in doppia lingua From Italy , presentata anche presso la Stony Brook University di New York. 
Sempre nel 2014 escono il romanzo e-book Ci vediamo da Jole e la raccolta di racconti L’uomo che ascoltava le 500 per le Edizioni Tracce di Pescara.
In relazione alla sua attività parallela di docente di Storia e Filosofia, il 2 dicembre 2016 è stato selezionato dal MIUR tra i 50 migliori docenti italiani (tra 11.000 partecipanti) nel concorso Italian Teacher Prize
Nel 2017 pubblica La scrittura, insieme a Plinio Perilli, Federica Fava Del Piano e Silvana Madìa, dove si parla di ciò che la scrittura significa in tutte le sue sfaccettature, da quella creativa a quella a vario titolo critico-epistemologica, da quella terapeutica a quella grafologica.
Nel 2019 coordina insieme a Giorgio Rossi l'Antologia Scatti di-versi dove 25 poeti si ispirano agli scatti di 25 fotografi; mentre nel 2021 esce la nuova Antologia Nel verso della foto, curata insieme a Claudio Vitale in cui questa volta (al contrario) 26 fotografi si ispirano ai versi di 26 poeti, per un confronto dialettico e quanto mai creativo tra due forme d'arte.
Il suo ultimo romanzo Tutta la vita la vivere esce nel Maggio 2021 per le Edizioni Graus di Napoli.
Frequenti le sue incursioni nella multimedialità, di cui è testimone il DVD video-poetico-musicale Ad alta voce (2001-2010), dove le sperimentazioni visive si uniscono alle elaborazioni sonore dei testi, pubblicati singolarmente anche su Youtube.

## Opere principali

### Poesia
- Aggregazione, Gabrieli Editore, Roma 1974
- Grande Orchestra Jazz, Edizioni Tracce, Pescara 1995
- Oltre, Edizioni Libro Italiano, Ragusa 1996
- Per dove non sono stato mai,  Antonio Stango Editore, Roma 2002
- Oltre i confini – Beyond Boundaries,  Edizioni La stanza del poeta, Gaeta 2008
- L'oceano ingordo dei pensieri, Edizioni Artescrittura, Roma 2012
- From Italy, Edizioni Tracce, Pescara 2014
- Scatti di-versi, Edizioni Tracce, Pescara 2019
- Nel verso della foto, Edizioni Graus, Napoli 2021
- Crossing Bridges, Edizioni Graus, Napoli2022

### Narrativa
- Elogio della Provincia, Antonio Stango Editore, Roma 1999
- Un paradiso triste, Edizioni Tracce, Pescara 2007, e in edizione ampliata, Edizione Tracce, Pescara 2013
- Ci vediamo da Jole, E-book 2014
- L'uomo che ascoltava le 500, Tredici racconti e un'invettiva, Edizione Tracce, Pescara 2014
- La scrittura, Edizioni Tracce, Pescara 2017
- Tutta la vita da vivere, Edizioni Graus, Napoli 2021

### Saggistica

#### Pubblicazioni storico-filosofiche realizzate in collaborazione con i suoi alunni
- Storia di Agnone. L'età medievale, Tip. San Giorgio, Agnone 1989
- Storia di Agnone. L'età moderna, Tip. San Giorgio, Agnone 1990
- L'utopia, Tip. San Giorgio, Agnone 1990
- Cara filosofia, Tip. San Giorgio, Agnone 1995
- Dalla formazione dell'individuo all'impegno nella società, Tip. San Giorgio, Agnone 1995
- La Rivoluzione napoletana del 1799. Il caso di Agnone, Tip. San Giorgio, Agnone 1999
- I campi di concentramento nel Molise. San Bernardino e i confinati politici ad Agnone, Tip. San Giorgio, Agnone 2001
- L'associazionismo giovanile ad Agnone negli anni '60 e '70, Tip. San Giorgio, Agnone 2003
- Il Liceo scientifico di Agnone. Sessant'anni di storia, Tip. San Giorgio, Agnone 2005
- Bicentenario dell'istituzione della Provincia di Molise. 1806 – 2006, Tip. San Giorgio, Agnone 2006
- Attualità del pensiero di W. F. Hegel, Tip. San Giorgio, Agnone 2009
- Un triangolo di storia. A triangle of History. Malta, Molise e Bulgaria nell'Europa di tutti, Tip. San Giorgio, Agnone 2009
- Dall'Europa all'Alto Molise-Vastese, Tip. San Giorgio, Agnone 2010
- L'Alto Molise e l'unità d'Italia, In Identità molisana e Unità d'Italia, Gemmagraf, Roma 2012
- La storia che ci unisce. Agnone e Capracotta dopo l'8 settembre 1943, Tip. San Giorgio, Agnone 2015
- Una storia mai finita. Il Porrajoms dei Rom e dei Sinti. Dal campo di concentramento di San Bernardino ai giorni nostri, Tipolitografia Cicchetti, Isernia 2017
- La filosofia in festa, In Per la filosofia, Fabrizio Serra Editore, Roma-Pisa 2017